# Gazanien
Die Gazanien (Gazania), auch Mittagsgold, Mittagsgoldblumen und Sonnentaler genannt, sind eine Pflanzengattung in der Unterfamilie der Cichorioideae innerhalb der Familie der Korbblütler (Asteraceae). Die etwa 19 Arten sind hauptsächlich im südlichen Afrika in Namibia und Südafrika verbreitet. Es ist eine der vielen Gattungen, deren Arten Mittagsblumen genannt werden. Es gibt viele Sorten, diese sind Hybriden (Gazania-Hybriden) aus mehreren Arten (beispielsweise Gazania rigens, Gazania longiscapa), die weltweit als Zierpflanzen in Parks und Gärten verwendet werden.

## Beschreibung

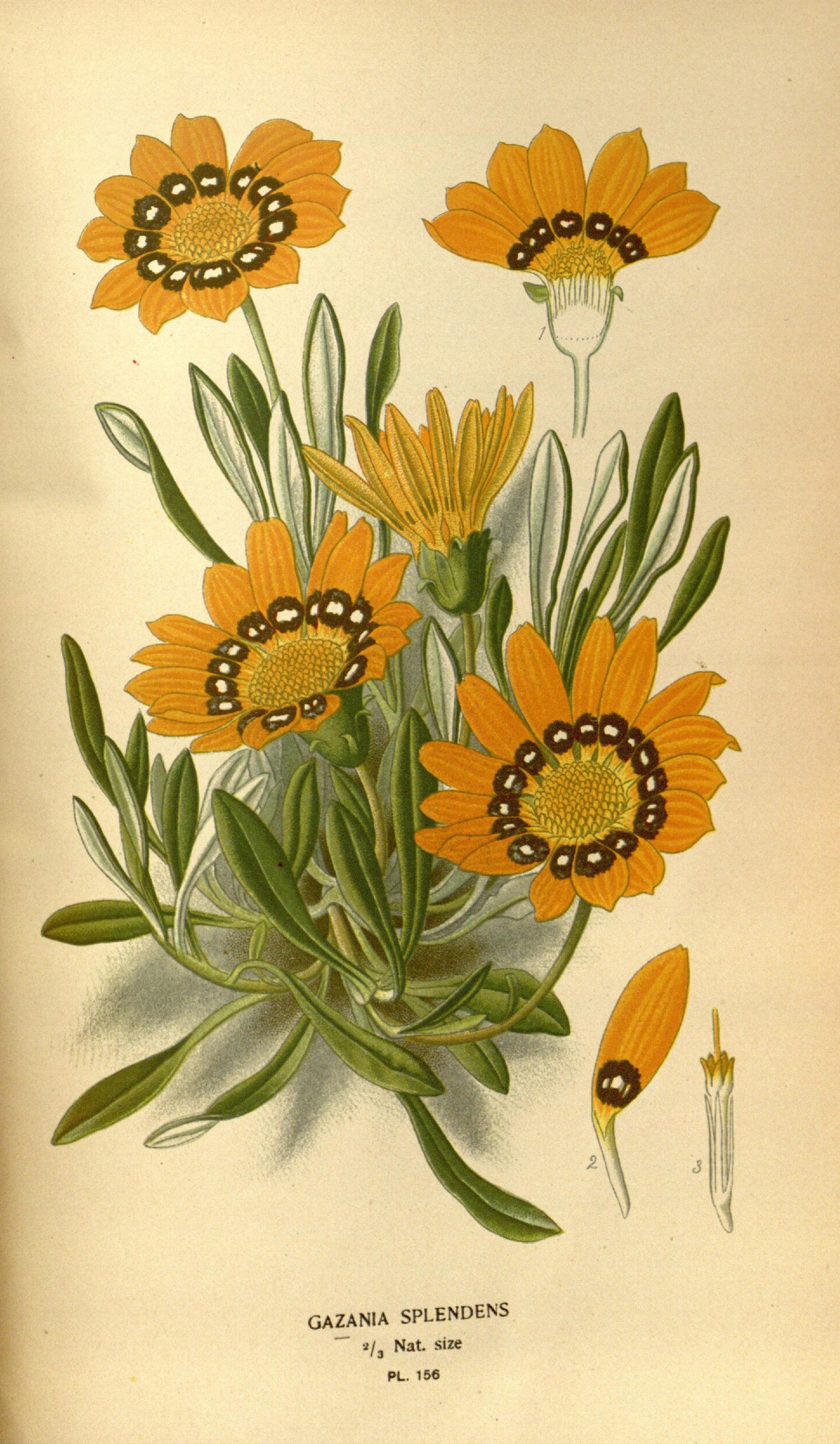
Illustration aus Favourite flowers of garden and greenhouse der Halbstrauch-Gazanie (Gazania rigens)

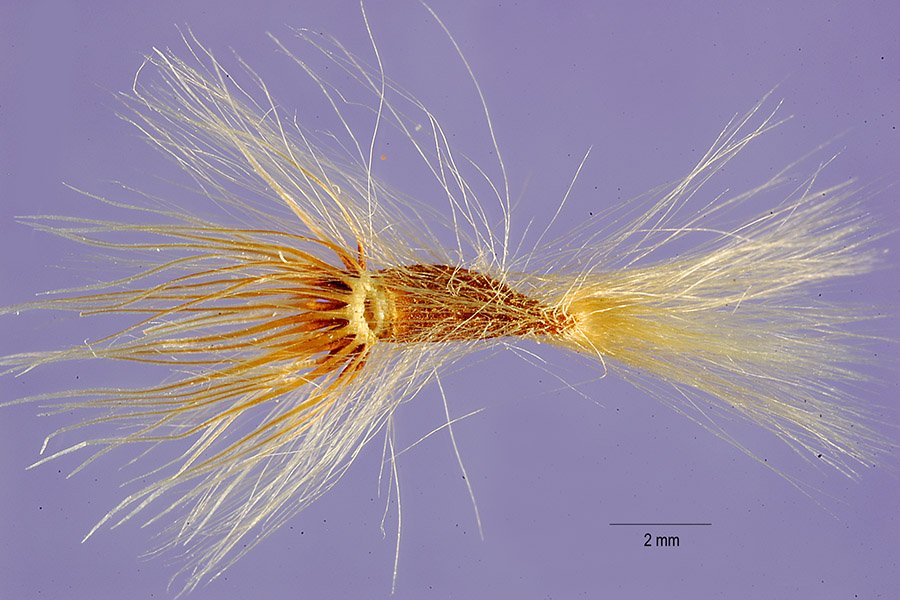
Achäne mit Haaren und mit Pappus von Gazania linearis

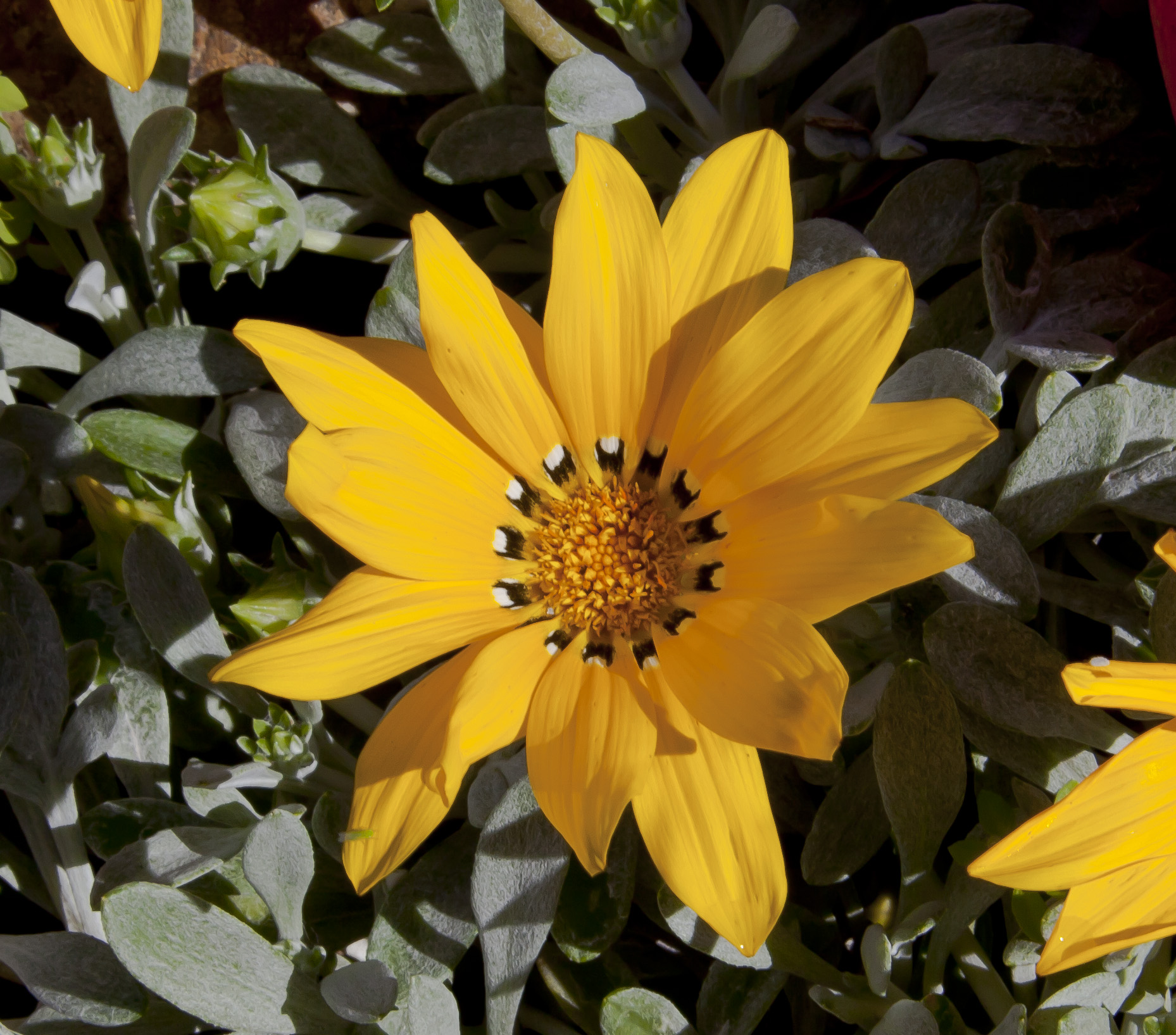
Blütenkorb einer Sorte von Gazania rigens

### Vegetative Merkmale
Gazanien sind einjährige oder ausdauernde krautige Pflanzen, selten Halbsträucher, die meist niedrig bleiben und selten Wuchshöhen über 30 (5 bis 35) Zentimeter erreichen. Sie bilden oft Rasen. Wenige Arten führen weißen Milchsaft. Die meist aufrechten Sprossachsen sind oft mehr oder weniger gestaucht. Die „Wurzelstöcke“ sind bei den ausdauernden Arten oft verholzt.
Meist werden Laubblätter nur grundständig gebildet, manchmal gibt es auch an der Sprossachse verteilte Laubblätter. Die Laubblätter sind gestielt oder sitzend. Die Blattspreiten sind linealisch bis lanzettlich, spatelförmig oder verkehrt-lanzettlich. Die Blattunterseite ist meist weiß wollig behaart. Die Blattoberseite ist meist verkahlend oder kahl, manchmal spinnwebenartig behaart.

### Generative Merkmale
Die körbchenförmigen Blütenstände stehen meist einzeln an langen Stängeln. Die Hüllen (Involucrum) sind bei Durchmessern von selten 5 bis meist 10 bis 15 oder mehr Millimetern mehr oder weniger glockenförmig, kreiselförmig oder zylindrisch. Die in zwei bis vier Reihen angeordneten Hüllblätter sind auf 1/2 bis 3/4 ihrer Länge verwachsen. Die Hüllblätter besitzen einen mehr oder weniger trockenhäutigen Rand, spitze obere Enden und ihre Unterseite ist meist kahl oder selten spinnwebenartig bis wollig behaart. Der kegelförmige oder konvexe Korbböden sind tief wabenförmig (alveolat).
Die Blütenkörbe enthalten Zungenblüten (= Strahlenblüten) und Röhrenblüten (= Scheibenblüten). Die zygomorphen Zungenblüten sind steril. Die weißen, gelben über creme- und orangefarben bis roten und kastanienbraunen Zungenblüten besitzen meist auf der Unterseite einen Streifen und auf der Oberseite oder auf beiden Seiten einen dunkleren Fleck. Die Kronzungen besitzen fünf Nerven und enden meist mit vier Kronzähnen, die oft nicht gut erkennbar sind. Die radiärsymmetrischen Röhrenblüten sind alle zwittrig und fertil. Die fünf gelben bis orangefarbenen Kronblätter der Röhrenblüten sind zu einer Röhre verwachsen.
Die verkehrt-eiförmigen Achänen besitzen keine Rippen und sind zottig behaart; diese Haare können den Pappus mehr oder weniger verdecken. Der haltbare Pappus besteht aus sieben bis acht, selten bis zu zwölf lanzettliche bis pfriemlich-grannenförmigen Schuppen in zwei Reihen.

### Chromosomensätze
Die Chromosomengrundzahl beträgt x = 9; bei den Naturformen liegt Diploidie mit einer Chromosomenzahl von 2n = 18 vor.

## Ökologie
Den Trivialnamen Mittagsblumen trägt diese Gattung, weil ihre Blumen, hier die Blütenkörbe, genau wie alle anderen Pflanzenarten, die diesen deutschen Trivialnamen tragen, sich um die Mittagszeit öffnen; genau genommen sind sie nur ganz geöffnet, wenn die Sonne darauf scheint. 

## Systematik, botanische Geschichte und Verbreitung

### Äußere Systematik
Die Gattung Gazania gehört zur Subtribus Gorteriinae aus der Tribus Arctotideae. In dieser Subtribus sind die nächsten verwandten Gattungen Hirpicium und Gorteria.

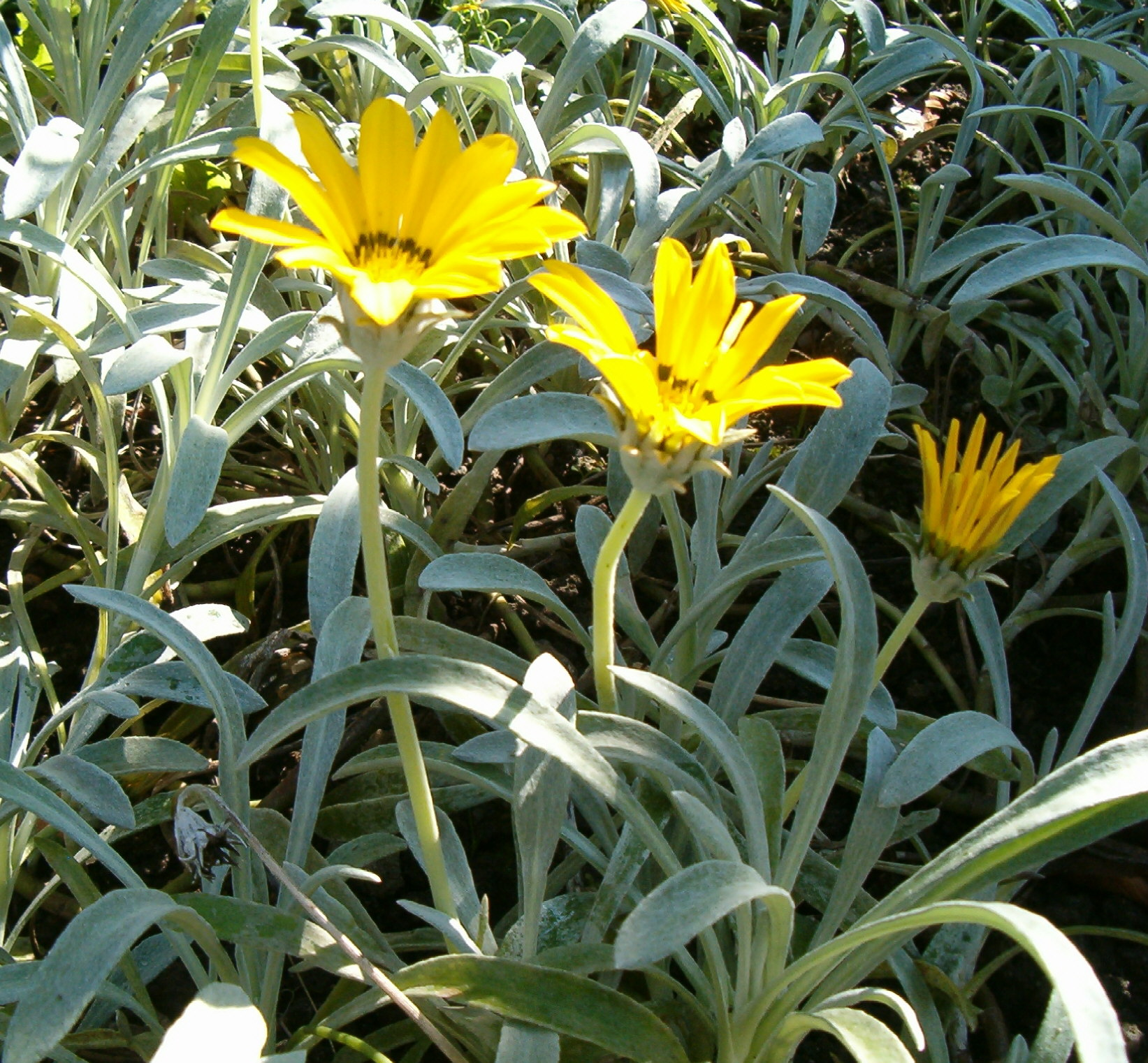
Gazania rigens

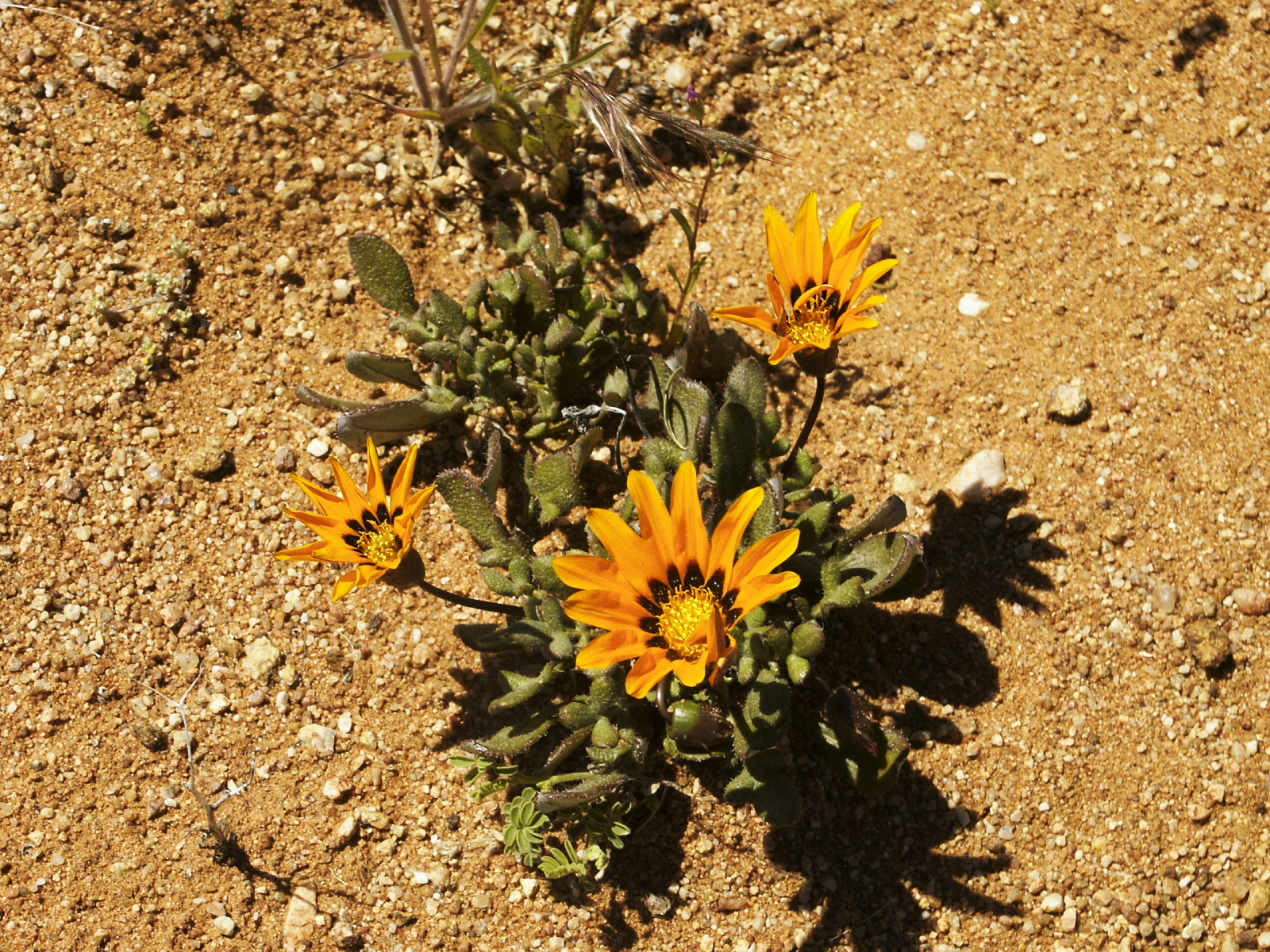
Gazania heterochaeta im Habitat im Namaqualand, Südafrika

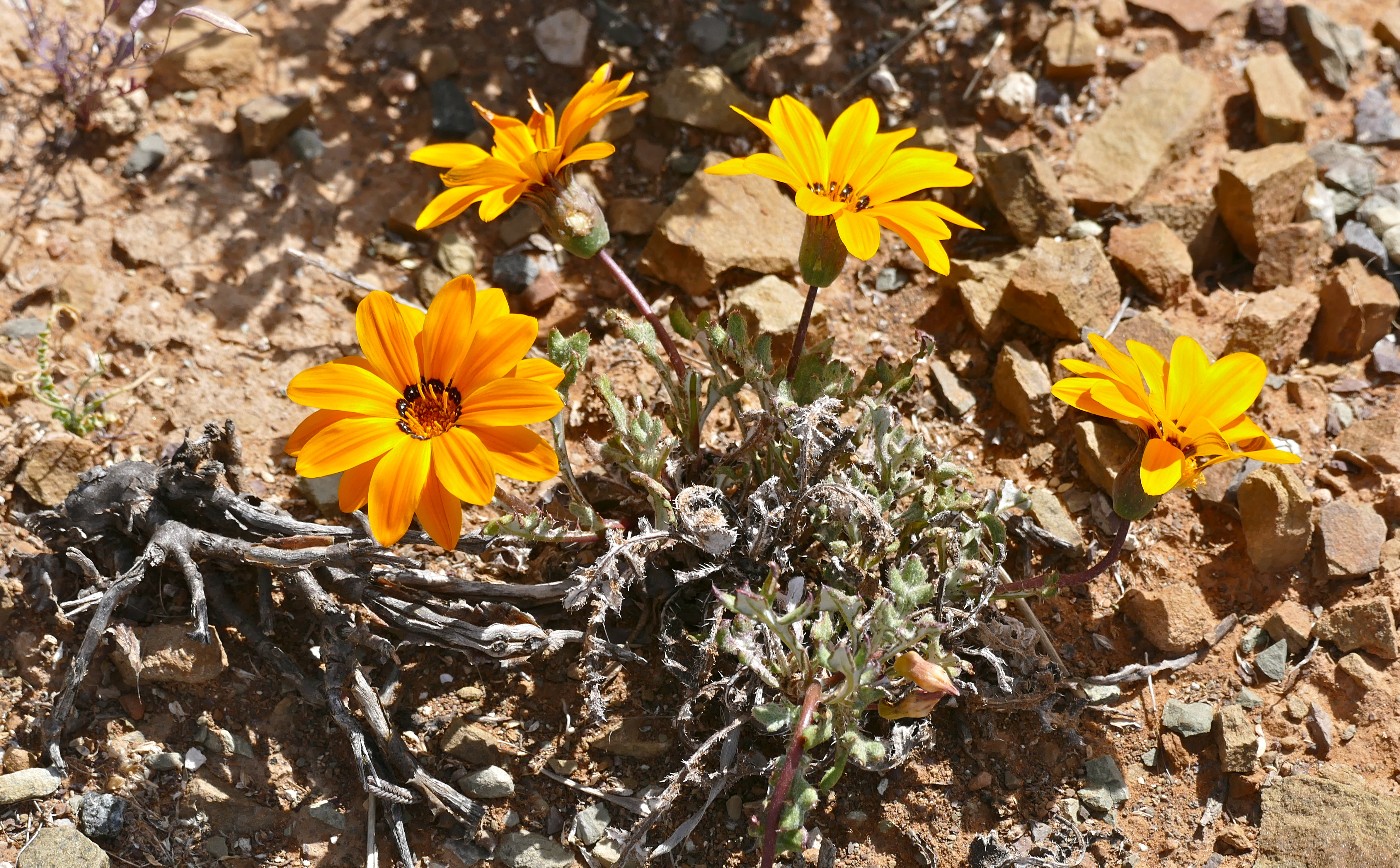
Gazania heterochaeta im Habitat in Südafrika

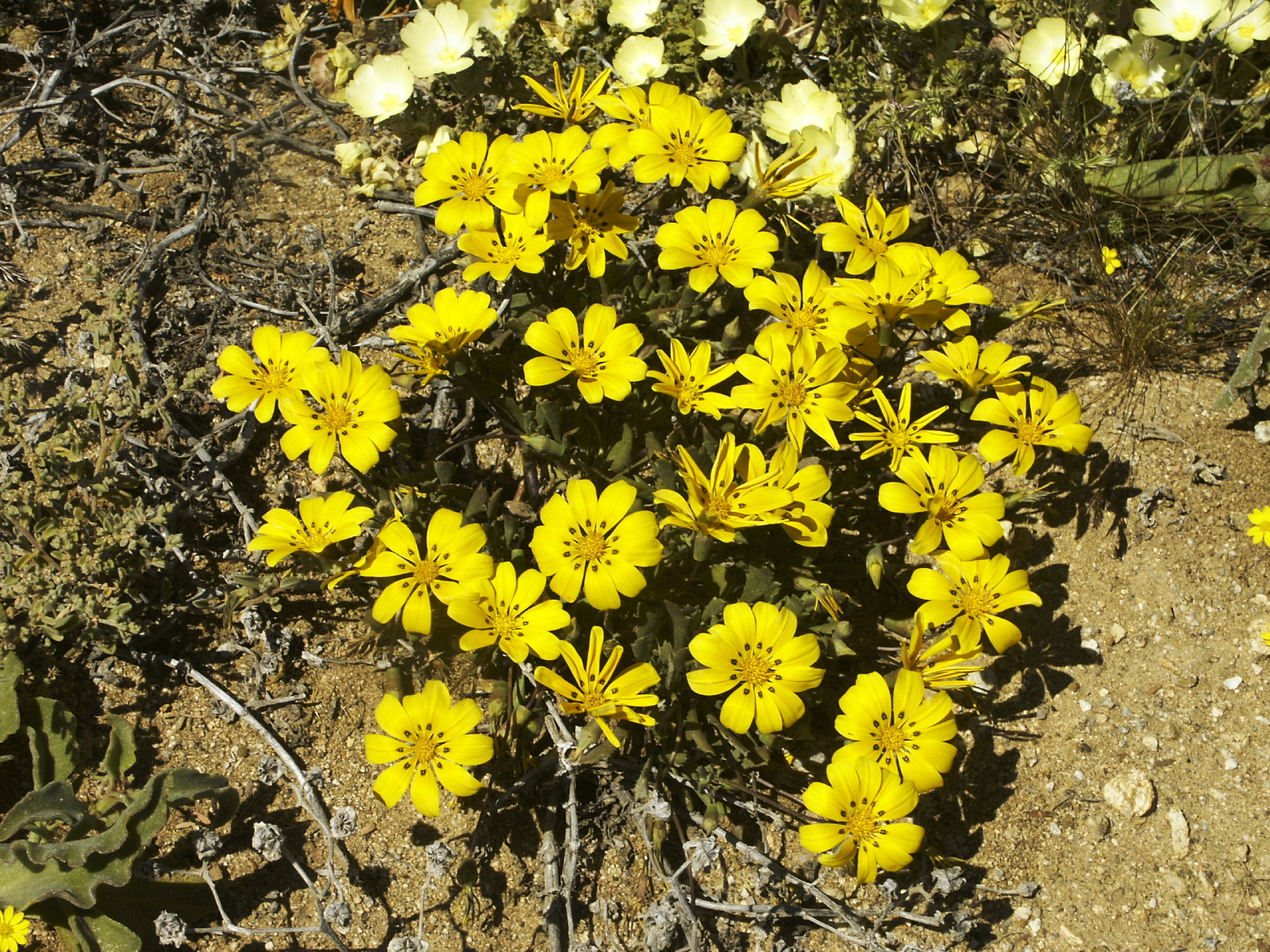
Gazania lichtensteinii am Naturstandort (Goegap N.R., Namaqualand, Südafrika)

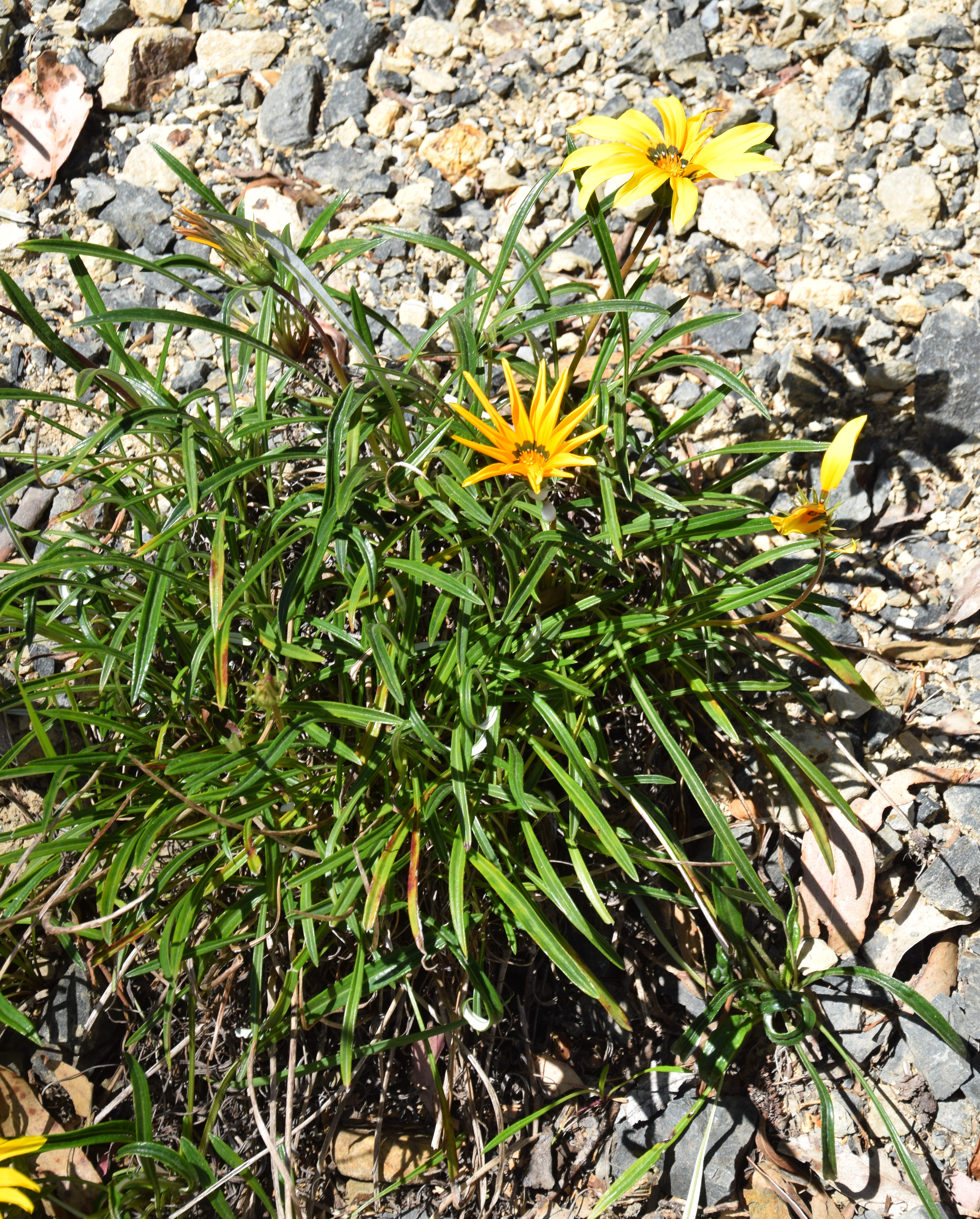
Habitus von Gazania linearis

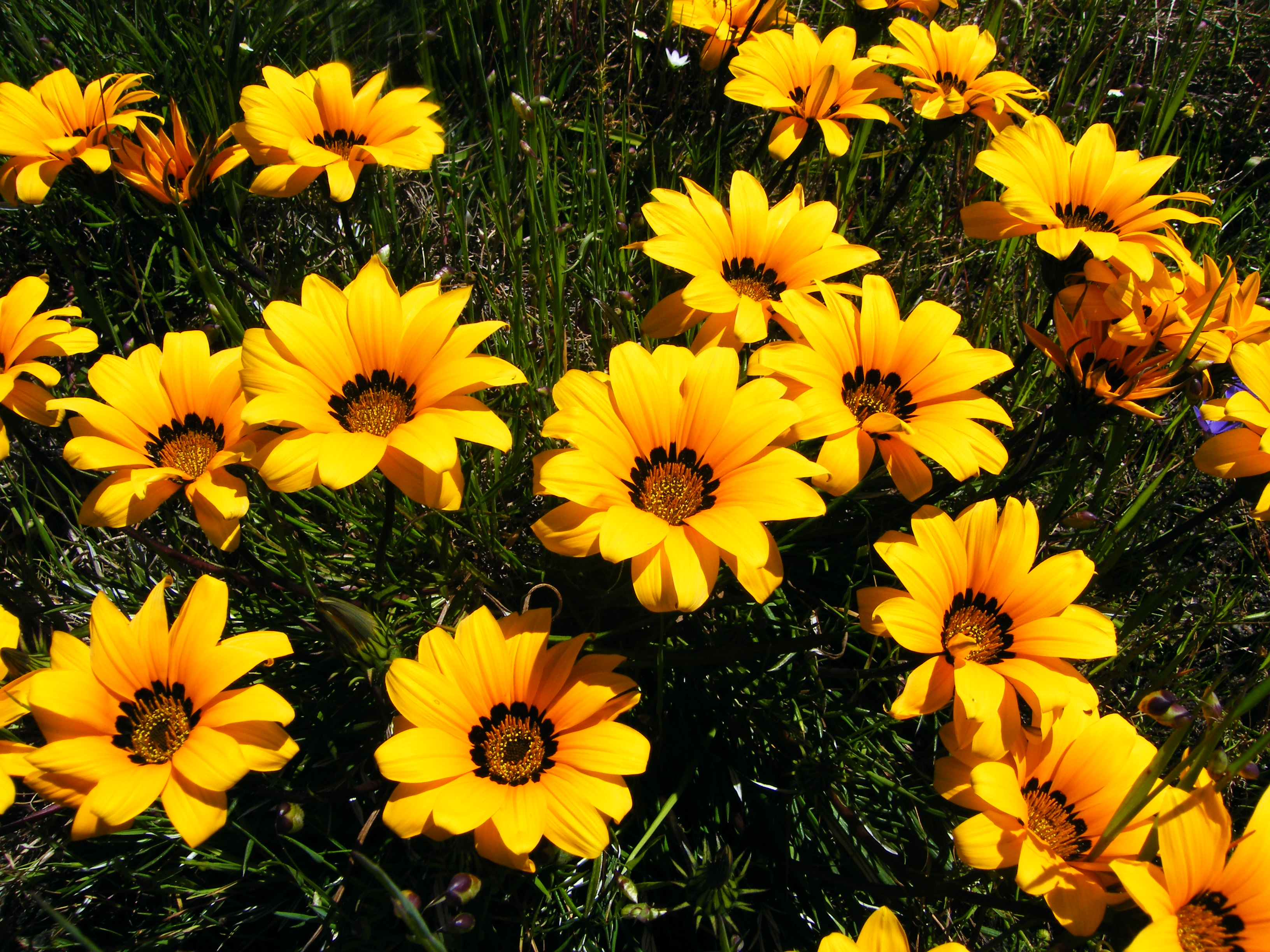
Blütenkörbe von Gazania pectinata

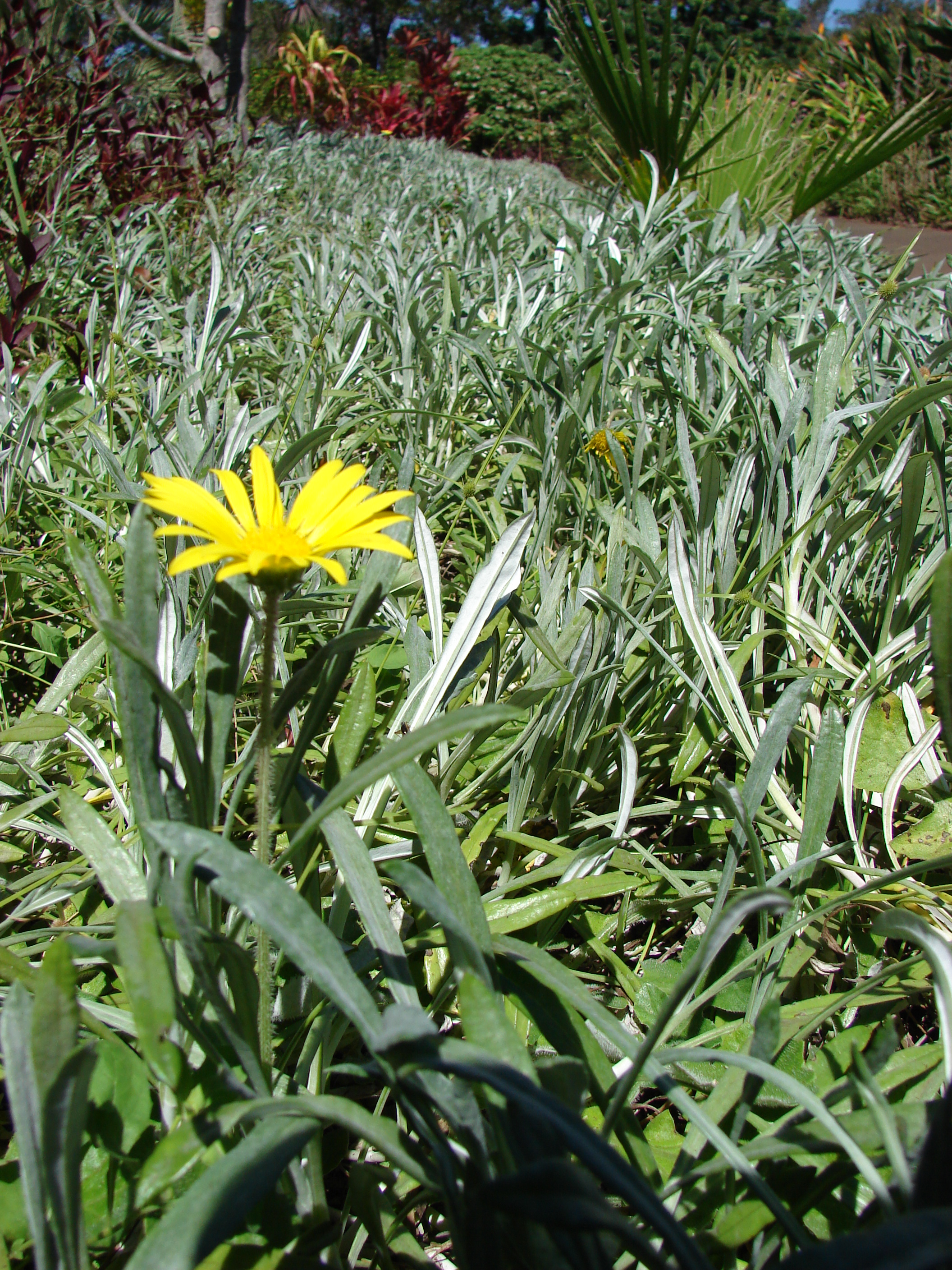
Gazania rigens var. leucolaena

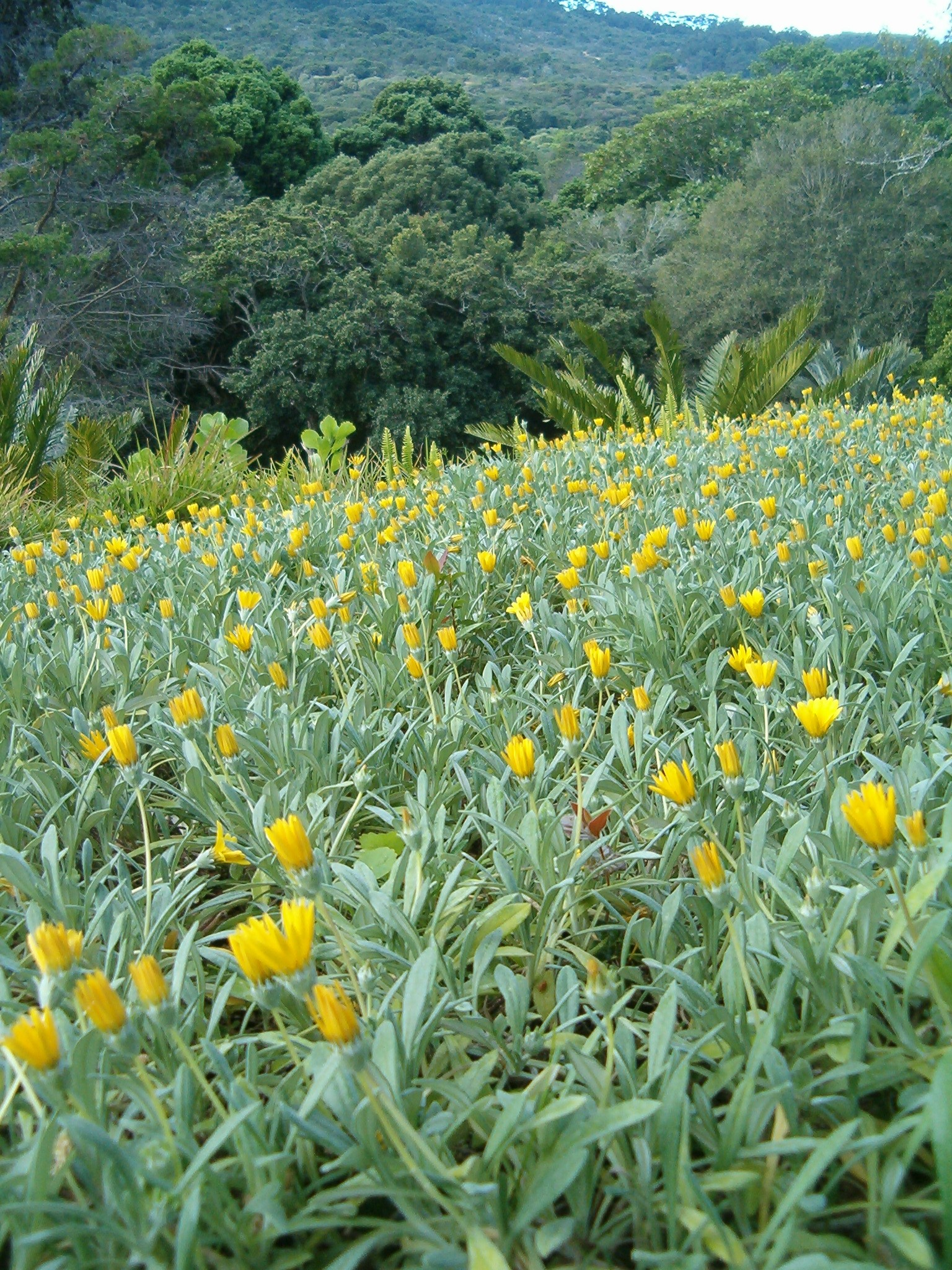
Gazania rigens var. uniflora, die Blütenkörbe sind nur bei Sonnenschein geöffnet, daher der Name Mittagsblume. Um einer Verwechslung mit Arten der nicht mit ihnen verwandten Familie der Mittagsblumengewächse vorzubeugen, sollten sie allerdings besser als Mittagsgoldblumen benannt werden.

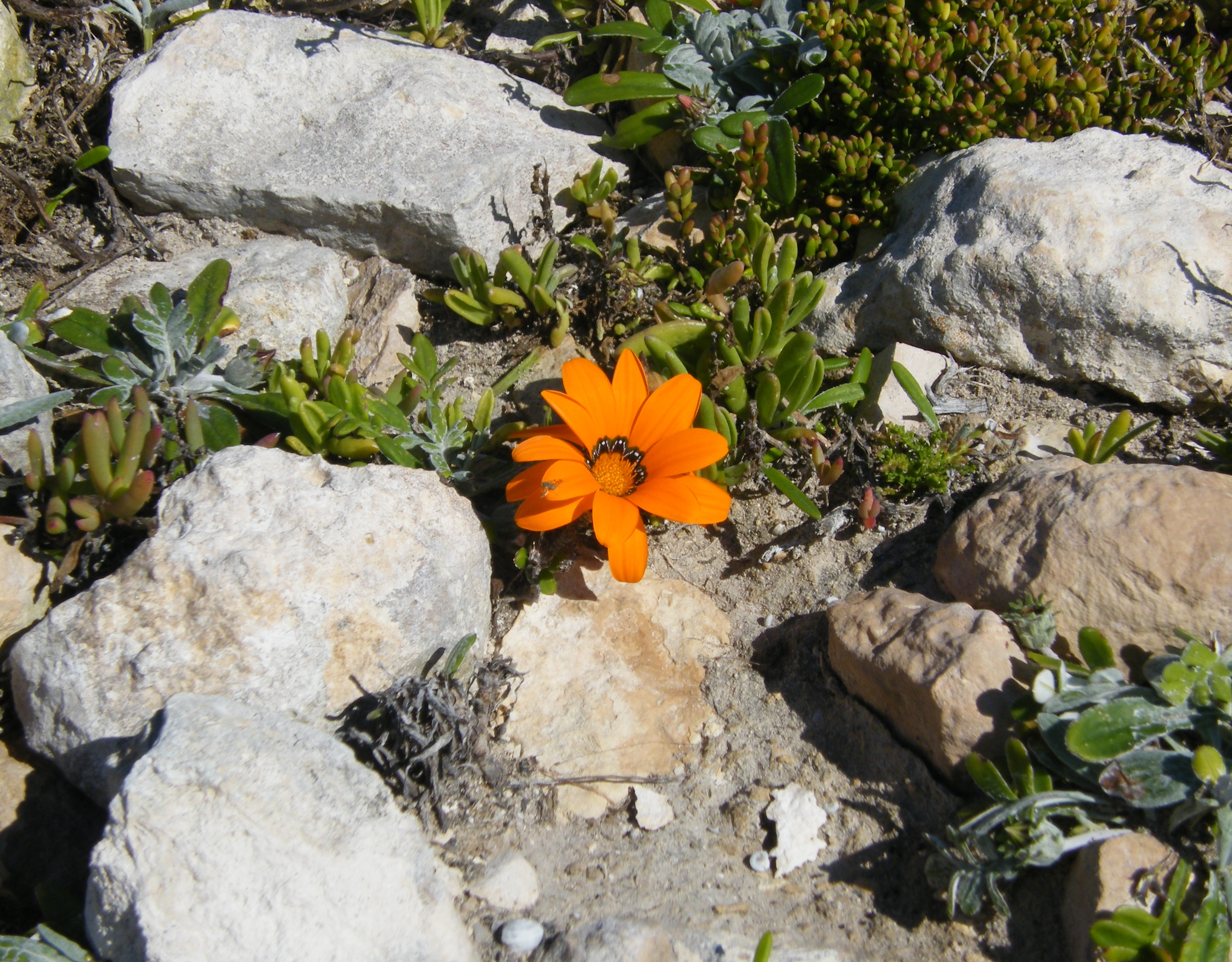
Gazania rigida

### Botanische Geschichte
Die Gattung Gazania wurde 1791 durch den deutschen Botaniker Joseph Gaertner in De Fructibus et Seminibus Plantarum, Band 2 aufgestellt. Der botanische Gattungsname Gazania ehrt Theodoros Gazes (1400–1475), der die botanischen Werke des Theophrastos von Eresos aus dem Griechischen ins Lateinische übersetzt hat. Eine andere Erklärung für den Namen lautet: griechisch gaza für reich (für die Reichhaltigkeit an Farben in dieser Gattung); sie ist aber unrichtig. Ein Synonym für Gazania Gaertn. nom. cons. ist Melanchrysum Cass.
Viele der Gazania-Arten sind nur schwer zu unterscheiden und die Anzahl der Arten wird von jedem Autor anders angegeben.
Helmut Roessler veröffentlichte 1959 eine Revision der Gattung Gazania mit 16 Arten. Er veröffentlichte 1973 einige Ergänzungen zu seiner Abhandlung.
Mit molekulargenetischen Daten (Chloroplasten- und Zellkern-DNA-Sequenzen aller Arten Roesslers außer Gazania othonnites) veröffentlichten Howis et al. 2009 eine Phylogenie der Gattung Gazania. Howis et al. fanden heraus, dass acht Arten einen Artkomplex bilden. Die sieben Arten, die nicht in diesen Artkomplex gehören sind: Gazania caespitosa, Gazania ciliaris, Gazania heterochaeta, Gazania jurineifolia, Gazania lichtensteinii, Gazania schenckii sowie Gazania tenuifolia.
Durch Magee et al. wurden 2011 zwei weitere Arten erstbeschrieben und ein neuer Bestimmungsschlüssel für alle Gazania-Arten veröffentlicht.

### Arten und ihre Verbreitung
Die Gazania-Arten sind wichtige Florenelemente der Capensis. Die Areale der meisten Taxa beschränken sich auf das südliche Afrika, beispielsweise Botswana, Namibia, Lesotho und Südafrika. Nur eine Unterart (Gazania krebsiana subsp. serrulata) kommt auch im tropischen Afrika in Tansania, Angola, Malawi, Mosambik, Sambia sowie Simbabwe vor.
Es gibt etwa 19 (16 bis 40) Arten in der Gattung Gazania:
- Gazania caespitosa Bolus[5] Sie ist nur von der Typusaufsammlung im Jahre 1872 bekannt. Der Fundort wurde zu ungenau mit „Koudeveld Mountains (Sneeuberge) west of Graaff-Reinet“ in Ostkap angegeben.[10]
- Gazania ciliaris DC.[5] Sie kommt nur im Westkap vor.[10]
- Gazania heterochaeta DC.[5]: Sie kommt im südlichen Afrika von Namibia bis zu den südafrikanischen Provinzen West- sowie Nordkap vor.[9][10]
- Gazania jurineifolia DC.: Es gibt zwei Unterarten:[5]
  - Gazania jurineifolia DC. subsp. jurineifolia[5]: Sie ist in den südafrikanischen Provinzen Free State, Ost-, Nord- sowie Westkap verbreitet.[10]
  - Gazania jurineifolia subsp. scabra (DC.) Roessler (Syn.: Gazania scabra DC., Gazania pinnata var. scabra (DC.) Harv., Gazania varians Dinter, Gazania violacea Muschl. ex Engl. & Drude)[5]: Sie kommt in Namibia und im Nordkap[10] vor.
- Krebs-Gazanie (Gazania krebsiana Less.): Es gibt drei Unterarten:[5]
  - Gazania krebsiana subsp. arctotoides (Less.) Roessler (Syn.: Gazania arctotoides Less., Gazania leptophylla DC., Gazania longifolia Less., Gazania pavonia var. zeyheri Harv., Gazania rogersii S.Moore)[5]: Sie ist in Botswana und in den südafrikanischen Provinzen Free State, Limpopo, Mpumalanga, North West, Ost-, Nord- sowie Westkap verbreitet.[10][9]
  - Gazania krebsiana Less. subsp. krebsiana (Syn.: Gazania lineariloba DC., Gazania mucronata DC., Gazania oxyloba DC., Gazania varians DC.)[5]: Sie ist in Lesotho und in den südafrikanischen Provinzen Free State, KwaZulu-Natal, Nord- sowie Westkap verbreitet.[10][9]
  - Gazania krebsiana subsp. serrulata (DC.) Roessler (Syn.: Gazania bracteata N.E.Br., Gazania canescens Harv., Gazania montana Spreng., Gazania serrulata DC., Gazania schinzii O.Hoffm., Gazania pygmaea Sond., Gazania pygmaea var. maculata N.E.Br., Gazania pygmaea Sond. var. pygmaea, Gazania pygmaea var. superba N.E.Br.)[5]: Sie ist in Tansania, Angola, Malawi, Mosambik, Sambia, Simbabwe, Botswana, Eswatini, Lesotho und in den südafrikanischen Provinzen Free State, KwaZulu-Natal, Gauteng, North West, Ost-, Nord- sowie Westkap weitverbreitet.[10][9]
- Gazania lanata Magee & Boatwr.: Sie wurde 2011 erstbeschrieben und ist bisher nur vom Typusstandort über Dolomitgestein bei Robertson im Westkap bekannt.[8][10]
- Gazania leiopoda (DC.) Roessler (Syn.: Gazania pinnata var. leiopoda DC.)[5] Sie kommt in den südafrikanischen Provinzen Nord- sowie Westkap vor.[10]
- Gazania lichtensteinii Less. (Syn.: Gazania araneosa DC.)[5]: Sie kommt im südlichen Afrika von Namibia bis zu den südafrikanischen Provinzen West- sowie Nordkap vor.[10]
- Borstenschuppige Gazanie (Gazania linearis (Thunb.) Druce, Syn.: Gorteria linearis Thunb.): Es gibt zwei Varietäten:[5]
  - Gazania linearis (Thunb.) Druce var. linearis (Syn.: Arctotis staticefolia Poir., Gazania kraussii Sch.Bip., Gazania longiscapa DC. var. longiscapa, Gazania multijuga DC., Gazania subulata R.Br., Gazania pinnata var. multijuga (DC.) Harv.)[5]: Sie kommt in Lesotho und in den südafrikanischen Provinzen KwaZulu-Natal, Ost- sowie Westkap vor.[10][9]
  - Gazania linearis var. ovalis (Harv.) Roessler (Syn.: Gazania longiscapa var. ovalis (DC.) Harv., Gazania pottsii L.Bolus)[5] Sie kommt nur im Ostkap vor.[10]
- Gazania maritima Levyns[5] Sie kommt in den südafrikanischen Provinzen West- sowie Nordkap vor.[10]
- Gazania othonnites (Thunb.) Less. (Syn.: Gazania intrusa E.Mey. ex DC., Gorteria othonnites Thunb.)[5] Sie kommt in den südafrikanischen Provinzen West- sowie Nordkap vor.[10]
- Gazania pectinata (Thunb.) Spreng. (Syn.: Gazania pinnata var. grandis (DC.) Harv., Gazania pinnata var. speciosa (Willd.) Harv., Gazania speciosa (Willd.) Less. Gorteria pectinata Thunb.)[5] Sie kommt nur im Westkap vor.[10]
- Halbstrauch-Gazanie (Gazania rigens (L.) Gaertn., Syn.:Gorteria heterophylla Willd., Gorteria pavonia Andrews, Gorteria rigens Thunb., Gorteria uniflora L. f., Othonna rigens L., Gazania leucolaena DC., Gazania pavonia R.Br., Gazania pavonia R.Br. var. pavonia, Gazania splendens Hend. & A.A.Hend., Gazania splendens Lem., Gazania uniflora (L. f.) Sims, Gazania uniflora (L. f.) Sims var. uniflora): Es gibt drei Varietäten:[5]
  - Gazania rigens (L.) Gaertn. var. rigens (Syn.: Gazania ×splendens Hend. & A.A.Hend.)[5] Sie ist nur aus Kultur bekannt.
  - Gazania rigens var. leucolaena (DC.) Roessler (Syn.: Gazania leucolaena DC., Gazania uniflora var. leucolaena (DC.) Harv.)[5] Sie gedeiht in Südafrika nur entlang der Küste vom östlichen Teil des Westkaps bis zum westlichen Teil des Ostkaps.[10]
  - Gazania rigens var. uniflora (L. f.) Roessler[5] Sie ist vom südlichen Mosambik und Eswatini und in Südafrika von Knysna im Westkap entlang der Küste bis Ostkap sowie KwaZulu-Natal verbreitet.
- Gazania rigida (Burm. f.) Roessler (Syn.: Arctotis rigida Burm. f., Gazania pavonia var. hirtella (DC.) Harv.)[5]: Sie kommt im südlichen Afrika von Namibia bis zu den südafrikanischen Provinzen West- sowie Nordkap vor.[10]
- Gazania schenckii O.Hoffm. (Syn.: Gazania aculeata Muschl. ex Dinter, Gazania suffruticosa Muschl.)[5]: Sie kommt im südlichen Afrika von Namibia bis zum Nordkap vor.[10]
- Gazania serrata DC. (Syn.: Gazania pinnata var. serrata (DC.) Harv.)[5]: Sie kommt in den südafrikanischen Provinzen West- sowie Nordkap vor.[10]
- Gazania splendidissima Mucina, Magee & Boatwr.: Sie wurde 2011 erstbeschrieben. Dieser Endemit gedeiht nur an der Küste von Port Nolloth bis Hondeklipbaai im Nordkap.[8][10]
- Gazania tenuifolia Less.[5]: Sie kommt im südlichen Afrika von Namibia bis zu den südafrikanischen Provinzen West- sowie Nordkap vor.[10]
- Gazania thermalis Dinter[5] Dieser Endemit kommt nur in Namibia vor. Sie wurde 2004 in der Roten Liste der gefährdeten Arten der IUCN mit „Critically Endangered“ = „vom Aussterben bedroht“ bewertet, ein erneutes Monitoring ist erforderlich. Es sind nur drei Fundorte bekannt, doch gehen die Autoren davon aus, dass es noch mehr Fundorte geben könnte. Sie gedeihen nur an heißen, brackischen Quellen. Diese Habitate sind besonders durch Trittschäden beeinträchtigt. In der größten bekannten Population wurden 2004 nur 250 blühfähige Exemplare gefunden.[11]

## Nutzung

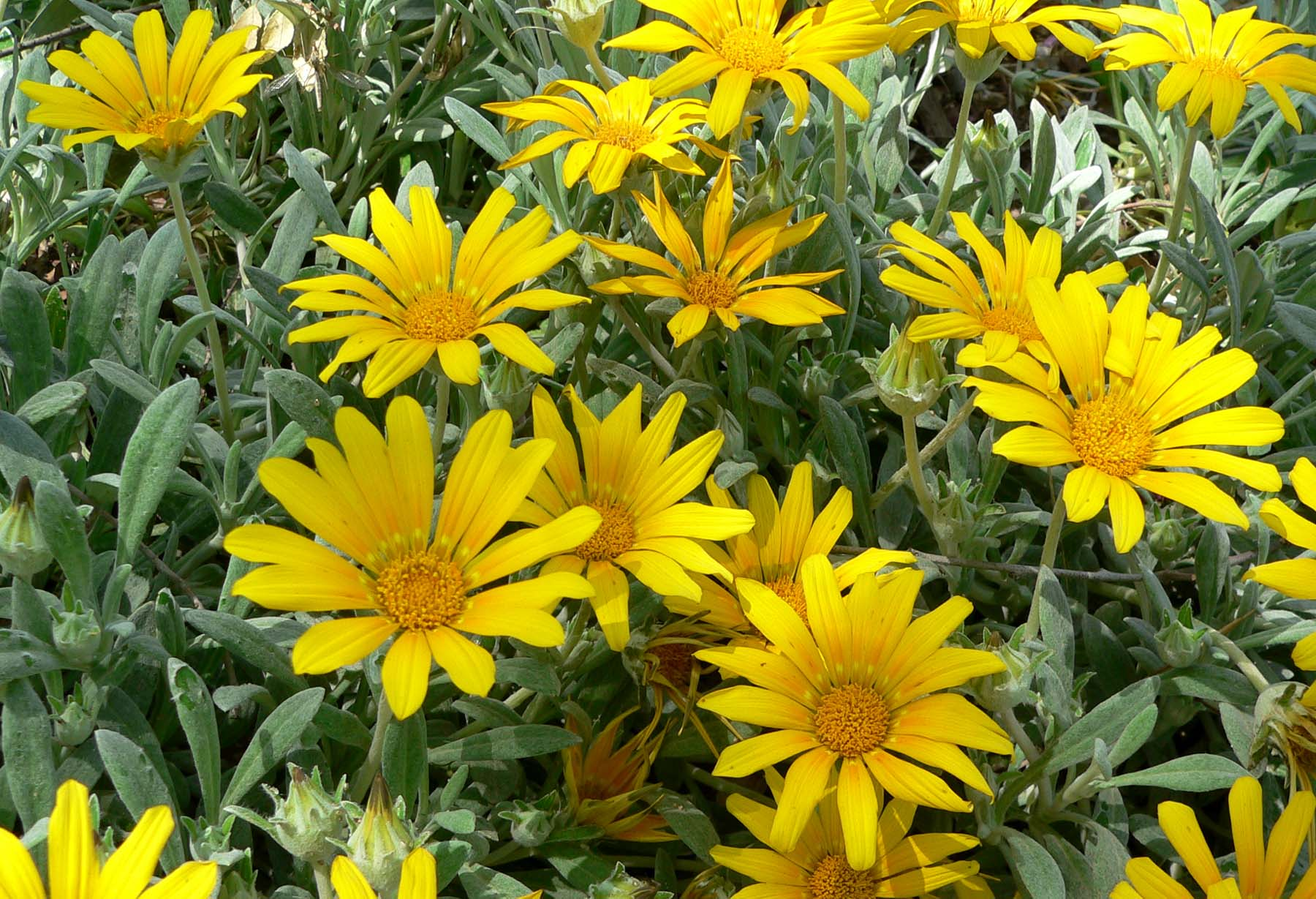
Üppigblühender Bestand der Sorte ‘Sun Gold’ aus der Sortengruppe ‘Sun’

Gazania-Hybriden werden in vielen Sorten meist als einjährige Beet- und Balkonpflanzen gezogen. Viele Sorten werden aus Samen gezogen, aber es gibt auch Sorten, die über Stecklinge vermehrt werden.

### Sortengruppen
Es gibt einige Sortengruppen mit jeweils einem großen Farbenspektrum an Sorten (Auswahl):
- ‘Fiesta’
- ‘Sun’
- ‘Talent’
- ‘Mini-Star’

## Invasive Pflanze
Aus Parks und Gärten haben sich einige Arten und Sorten als invasive Pflanzen besonders in subtropischen Gebieten ausgebreitet, beispielsweise in Australien und Kalifornien.